# Дмитриева, Дарья Евгеньевна
Дарья Евгеньевна Дмитриева (род. 9 августа 1995, Тольятти, Россия) — российская гандболистка, разыгрывающий клуба «Ференцварош» и сборной России. Олимпийская чемпионка 2016 года, обладатель серебряной медали Олимпийских игр в Токио, серебряный призёр чемпионата Европы 2018 года, чемпионка Европы среди девушек до 17 и 19 лет (2011 и 2013 годы), вице-чемпионка мира среди девушек до 18 лет и 21 года (2012 и 2014). Заслуженный мастер спорта.

## Карьера
В гандболе с 7 лет, первый тренер — Нина Борисовна Бойко (Савинова).
Тренировалась в составе клуба «Лада» под руководством тренера Ирины Кос, в 2009 году переехала в Волгоград и стала игроком «Динамо». В составе «Динамо» выиграла чемпионаты России 2012, 2013 и 2014 годов, в 2015 году перешла обратно в «Ладу» и с ней в 2016 году стала бронзовым призёром чемпионата России.
В 2011 году выиграла чемпионат Европы среди юниорок (до 17 лет) в Чехии, в 2012 году стала серебряным призёром чемпионата мира среди девушек (до 18 лет) в Черногории, в 2013 году завоевала титул чемпионок Европы (до 19 лет) в Дании и попала в символическую сборную турнира, в 2014 году — серебряный призёр молодёжного чемпионата мира (до 21 года) в Хорватии. По итогам сезона 2013/2014 заняла второе место в голосовании лучшего молодого плеймейкера по версии сайта Handball-Planet.com, уступив только чемпионке мира бразильянке Деборе Нунес.

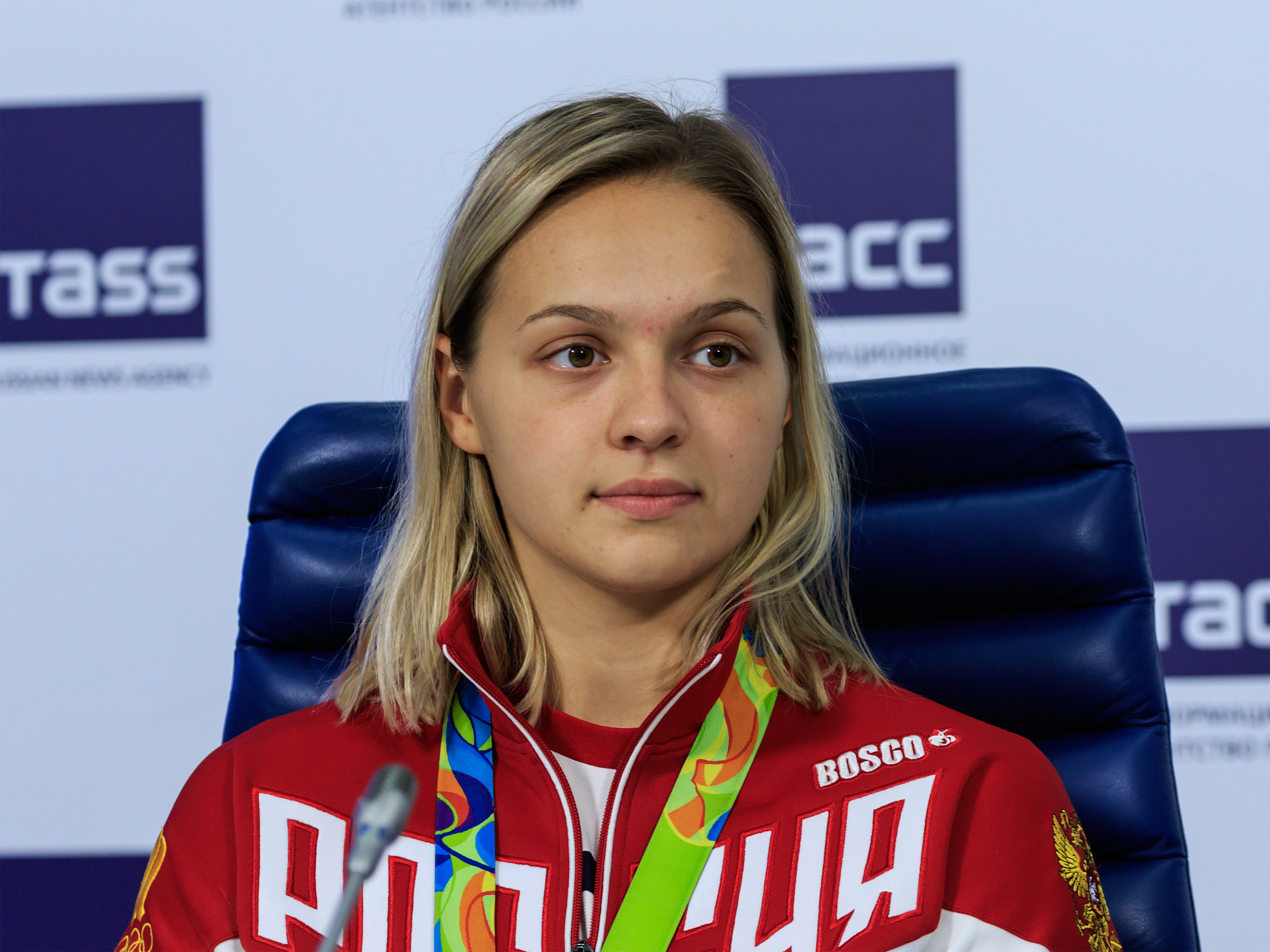
Август 2016 года

В 2016 году в составе сборной России выиграла олимпийское золото в Рио-де-Жанейро. На олимпийском турнире Дарья провела все 8 матчей, в которых забросила 28 мячей. По итогам олимпийского турнира Дмитриева была признана лучшим разыгрывающим.
Принимала участие в чемпионатах Европы 2014 года (14-е место), 2016 года (7-е место) и 2018 года (серебро), чемпионатах мира 2015 (5-е место) и 2017 года (5-е место).
Перед сезоном 2019/20 перешла в московский ЦСКА, который был создан летом 2019 года. 17 августа 2019 года на предсезонных сборах своего нового клуба ЦСКА в Дании в товарищеском матче против «Эсбьерга» получила полный разрыв ахиллова сухожилия. На следующий день Дарья была прооперирована в Швейцарии с использованием новейших технологий, сроки восстановления после операции прогнозировались на уровне 6 месяцев. Таким образом, Дарья была вынуждена пропустить чемпионат мира 2019 года в Японии.
На чемпионате Европы 2020 года в Дании Дарья была капитаном сборной России и стала лучшим бомбардиром команды (28 голов в 7 матчах), россиянки заняли пятое место на турнире, проиграв только один матч — сборной Дании. По ходу турнира Дмитриева сыграла свой 100-й матч за сборную.
В сезоне-2020/21 стала чемпионкой России и была признана лучшим игроком ЦСКА.
После Олимпиады в Токио объявила о перерыве в карьере — из-за травм в плече. В декабре 2021 года вернулась к тренировкам и играм за команду; была признана болельщиками лучшим игроком ЦСКА в сезоне-2021/22.
Летом 2022 года на правах аренды перешла на год в словенский клуб «Крим».

## Личная жизнь
Есть младший брат. Училась в Волгоградском государственном архитектурно-строительном университете. Семейное положение — замужем за ватерполистом Игорем Бычковым. Хобби — рисование и кино. Кумир в спорте — венгерская гандболистка Анита Гёрбиц.

## Достижения

### В сборной
- Олимпийская чемпионка: 2016
- Серебряный призёр чемпионата Европы: 2018
- Чемпионка Европы среди девушек до 17 лет: 2011
- Чемпионка Европы среди девушек до 19 лет: 2013[13]
- Вице-чемпионка мира среди девушек до 18 лет: 2012
- Вице-чемпионка мира среди девушек до 21 года: 2014

### Клубные
- Чемпионка России: 2012, 2013, 2014, 2021, 2023
- Полуфиналистка Кубка обладателей кубков ЕГФ: 2011/2012
- Бронзовый призёр чемпионата России: 2016, 2020
- Серебряный призёр чемпионата России: 2017, 2018, 2019, 2022
- Обладатель Кубка России: 2022
- Обладатель Кубка Словении: 2023
- Чемпионка Словении: 2023

### Личные
- Лучший разыгрывающий Олимпийских игр 2016 года
- Игрок сборной всех звёзд чемпионата Европы среди девушек до 19 лет: 2013 (плеймейкер)
- Лучший игрок Кубка России: 2022
- Лучший игрок чемпионата Словении: 2023

## Награды
- Орден Дружбы (25 августа 2016 года) — за высокие спортивные достижения на Играх XXXI Олимпиады 2016 года в городе Рио-де-Жанейро (Бразилия), проявленные волю к победе и целеустремлённость[14].
- Медаль ордена «За заслуги перед Отечеством» I степени (11 августа 2021 года) — за большой вклад в развитие отечественного спорта, высокие спортивные достижения, волю к победе, стойкость и целеустремлённость, проявленные на Играх XXXII Олимпиады 2020 года в городе Токио (Япония)[15].